# Doodle Jump
Doodle Jump är ett elektroniskt arkadspel, utvecklat av Lima Sky och publicerat den 6 april 2009.
Spelet är utvecklat för iOS, Blackberry, Android och Nokia S60. Spelet är inspirerat av spel som Papijump och Sunflat.
Spelet går ut på att man spelar figuren ”Doodle the Doodler”, en fyrbent rymdvarelse som tar sig uppåt på olika sorters platåer, och undviker svarta hål, monster och ufon. Man styr figuren genom att vinkla smarttelefonen åt höger respektive vänster. Målet med spelet är att inte falla ned samt samla olika typer av mynt, som gör att man kan köpa nya dräkter till Doodle med olika specialegenskaper